# Михайлов, Дмитрий Эдуардович
Дмитрий Эдуардович Михайлов (род. 2 мая 1993) — российский хоккеист, нападающий.

## Биография
Сын футболиста Эдуарда Михайлова, до пяти лет занимался футболом. Воспитанник магнитогорского «Металлурга», с сезона 2010/11 играл за команду МХЛ «Стальные лисы». В декабре 2012 — январе 2013 годов провёл восемь игр в КХЛ за «Металлург». Играл за команды ВХЛ «Ариада» (2013/14), «Южный Урал» (2014/15, 2022/23), ТХК (2014/15), «Рубин» (2015/16), «Ижсталь» (2016/17, 2022/23), «Ермак» (2016/17 — 2018/19),
«Югра» (2018/19), «Сарыарка» (2019/20). 27 ноября 2016 года провёл единственный матч за «Северсталь» в КХЛ. В чемпионате Казахстана играл за «Сарыарку» (2020/21), «Торпедо» Усть-Каменогорск (2021/22), «Арлан» и «Бейбарыс» (2022/23).
Бронзовый призёр чемпионата мира среди юниоров 2011.